# Луцій Корнелій Цинна (монетарій)
Луцій Корнелій Цинна (лат. Lucius Cornelius Cinna; близько 190 до н. е. — після 158 до н. е.) — політичний діяч часів Римської республіки.

## Життєпис
Походив з патриціанського роду Корнеліїв, його гілки Цинна. Син Луція Корнелія Цинни. Про його діяльність відомо замало. У 169—158 роках до н. е. обіймав посаду монетарія, можливо очолював цю колегію. Під час своєї каденції карбував монети з головою бога Януса й ростром (корабельним носом). Про подальшу долю нічого невідомо.

## Родина
- Луцій Корнелій Цинна, консул 127 року до н. е.